# Dice (canción de Ciro y los Persas)
«Dice» es una canción y sencillo del grupo musical de Argentina Ciro y los Persas, incluida en su álbum Naranja persa 2 de 2018. Lanzada como sencillo el 22 de octubre de 2018, fue escrita por el vocalista del grupo, Andrés Ciro Martínez. Estaba planeado que la canción sería incluida en su segundo álbum de estudio titulado 27, pero fue descartada por razones desconocidas.

## Video musical
El video musical es en blanco y negro, muestra al líder del grupo musical, Andrés Ciro Martínez y la actriz de Argentina Macarena Paz, ambos en una situación sentimental. Fue publicado el 22 de octubre de 2018, en la plataforma de YouTube.

## Formación
- Andrés Ciro Martínez: Voz y armónica.
- Joao Marcos Cezar Bastos: Bajo.
- Juan Manuel Gigena Ábalos: Guitarra.
- Rodrigo Pérez: Guitarra.
- Julián Isod: Batería.